# Michal Schön
Michal Schön (* 29. Januar 1987 in Šumperk, Tschechoslowakei) ist ein deutsch-tschechischer Eishockeyspieler, der seit Oktober 2012 bei den Saale Bulls Halle aus der Oberliga unter Vertrag steht.

## Karriere
Michal Schön durchlief alle Nachwuchsmannschaften des HC Litvínov und kam ab 2002 in der U18-Extraliga zum Einsatz. Bis 2007 spielte er für das U18- und U20-Team von Litvínov. Zudem ging er am Ende der Spielzeit 2005/06 in den Play-downs der 2. Liga für den HC Stadion Teplice aufs Eis. Am Ende der folgenden Spielzeit absolvierte er fünf Einsätze in der 2. Liga für Hokej Šumperk 2003.
Zu Beginn der Spielzeit 2007/08 stand er beim HC Zubr Přerov unter Vertrag und stand elf Mal in der 2. Liga auf dem Eis. Nachdem er einen deutschen Pass erhalten hatte, wechselte er in die Bayernliga zu den Höchstadter EC. Ende Januar 2008 wurde er kurz vor Ende der Wechselfrist vom Manager der Dresdner Eislöwen, Jan Tábor, unter Vertrag genommen. Mit den Eislöwen schaffte er den Aufstieg in die 2. Bundesliga und erreichte den Gewinn der Oberligameisterschaft. Nach einer weiteren Spielzeit in Dresden bekam er im Sommer 2009 bei den Hamburg Freezers aus der Deutschen Eishockey Liga einen Probevertrag, der später bis zum Saisonende verlängert wurde.
Im September 2010 wurde Schön vom EHF Passau verpflichtet. Anschließend verbrachte er die Saison 2011/12 bei den Hannover Braves, ehe er im Sommer 2012 zunächst zum EHC Freiburg wechselte. Dort blieb er jedoch nur bis zum Oktober, ehe er vom MEC Halle 04 verpflichtet wurde. Dort steht er seither unter Vertrag und wurde ab 2014 als Verteidiger eingesetzt.

## Erfolge
- Aufstieg in die 2. Bundesliga 2008
- Oberliga-Meisterschaft 2007/08

## Statistik
(Stand: Ende der Saison 2009/10)